# 1498
| 1498               |
| ------------------ |
| Dødsfald - Fødsler |
|                    |

| Gregoriansk kalender | 1498 MCDXCVIII          |
| Ab urbe condita      | 2251                    |
| Armensk kalender     | 947 ԹՎ ՋԽԷ              |
| Kinesiske kalender   | 4194 – 4195 丁巳 – 戊午 |
| Etiopisk kalender    | 1490 – 1491             |
| Jødisk kalender      | 5258 – 5259             |
| Hindukalendere       |                         |
| - Vikram Samvat      | 1553 – 1554             |
| - Shaka Samvat       | 1420 – 1421             |
| - Kali Yuga          | 4599 – 4600             |
| Iransk kalender      | 876 – 877               |
| Islamisk kalender    | 903 – 904               |

Konge i Danmark: Hans 1481-1513
Se også 1498 (tal)

## Begivenheder

### Maj
- 30. maj - Columbus tager af sted med 6 skibe på sin 3. rejse til Amerika

### Juli
- 31. juli - Christoffer Columbus opdager Trinidad

### August
- 1. august - Christoffer Columbus ankommer som den første europæer til Venezuela

### Udateret
- Vasco da Gama opdager Mocambique i Sydøstafrika
- Vasco da Gama når Indien ad søvejen syd om Afrika.
- Nykøbing Katedralskole oprettes som katedralskole.

## Født
- Sophie af Pommern, Frederik 1.s ægtefælle; dronning af Danmark og Norge fra 1523 til 1533 (død 1568).